# Dunagiri
Dunagiri – szczyt górski w Himalajach, w ich zachodniej części. Leży na terenie Indii, w stanie Uttarakhand, w Parku Narodowym Nanda Devi. Razem z Nanda Devi East (7434 m), Tirsuli (7074 m) i Changabang (6864 m) otacza najwyższy szczyt rejonu - Nanda Devi (7816 m). 
Pierwszego wejścia na szczyt dokonali szwajcarscy wspinacze: André Roch, Fritz Steuri i David Zogg 5 lipca 1939 r. Szczyt zdobyli również polscy himalaiści: Andrzej Hartman i Grzegorz Benke 18 sierpnia 1980 r.